# Томас Каукенас
Томас Каукенас (лит. Tomas Kaukėnas нар. 1 травня 1990  Утена, Литва) — литовський біатлоніст, учасник чемпіонатів світу з біатлону, учасник етапів кубка світу з біатлону.

## Виступи на чемпіонатах світу
| Рік  | Місце проведення     | Інд | Спр | Пр | МС | Ест | ЗМ |
| 2011 | Ханти-Мансійськ      | 74  | 60  | 59 |    | LPD |    |
| 2012 | Рупольдінг           | 74  | 62  |    |    | LPD | 25 |
| 2013 | Нове Место-на-Мораві | 23  | 22  | 38 | 29 | LPD | 25 |

## Кар'єра в Кубку світу
- Дебют в кубку світу — 17 січня 2009 року в спринті в Рупольдінгу — 100 місце.
- Перше попадання в залікову зону — 9 лютого 2013 року в спринті в Новом Месті — 22 місце.

## Загальний залік в Кубку світу
- 2012–2013 — 63-е місце (62 очки)

## Статистика стрільби
| № п/п | Сезон     | Загальна        | Індивідуальна гонка | Спринт        | Гонка переслідування | Мас-старт     | Естафета      |
| ----- | --------- | --------------- | ------------------- | ------------- | -------------------- | ------------- | ------------- |
| 1     | 2008-2009 | 80,0% (8/10)    | 0,0% (0/0)          | 80,0% (8/10)  | 0,0% (0/0)           | 0,0% (0/0)    | 0,0% (0/0)    |
| 2     | 2009-2010 | 57,7% (45/78)   | 0,0% (0/0)          | 50,0% (10/20) | 0,0% (0/0)           | 0,0% (0/0)    | 60,3% (35/58) |
| 3     | 2010-2011 | 73,0% (46/63)   | 75,0% (15/20)       | 80,0% (8/10)  | 65,0% (13/20)        | 0,0% (0/0)    | 76,9% (10/13) |
| 4     | 2011-2012 | 74,6% (147/197) | 72,5% (29/40)       | 77,1% (54/70) | 75,0% (15/20)        | 0,0% (0/0)    | 73,1% (49/67) |
| 5     | 2012-2013 | 78,3% (224/286) | 76,7% (46/60)       | 83,3% (50/60) | 77,5% (62/80)        | 85,0% (17/20) | 74,2% (49/66) |